# Peder Lunde
Peder Eugen Lunde (ur. 25 maja 1918 w Nordstrand w Oslo, zm. 26 grudnia 2009 w Oslo) – norweski żeglarz sportowy. Srebrny medalista olimpijski z Helsinek.
Zawody w 1952 były jego pierwszymi igrzyskami olimpijskimi, startował również cztery lata później. Medal wywalczył w klasie 5,5 m. Załogę jachtu tworzyli również jego żona Vibeke i Børre Falkum-Hansen. Jego ojciec Eugen oraz syn Peder  byli medalistami olimpijskimi, a inni krewni olimpijczykami w różnych dyscyplinach.